# Hugo López
Hugo López Muñoz (Valladolid, 29 luglio 1975) è un allenatore di pallacanestro spagnolo.